# Droga 66N-0504 (Rosja)
Droga 66N-0504 – droga regionalna, znajdująca się na terytorium Rosji.

## Geografia
Droga regionalna (wewnątrzrejonowa) obwodu smoleńskiego 66N-0504 znajduje się w rejonie diemidowskim. Przebiega od drogi regionalnej 66K-11, przez Chołm, do Prżewalskoje.